# Apristurus canutus
Apristurus canutus е вид хрущялна риба от семейство Scyliorhinidae.

## Разпространение и местообитание
Видът е разпространен в Ангила, Антигуа и Барбуда, Бонер, Венецуела, Колумбия, Саба, САЩ (Флорида), Свети Мартин, Сен Естатиус и Синт Мартен.
Среща се на дълбочина от 500 до 1000 m, при температура на водата от 6,3 до 9,4 °C и соленост 34,8 – 35,1 ‰.

## Описание
На дължина достигат до 45 cm.